# Henri Squire
Henri Squire (Duisburgo, 27 de septiembre de 2000) es un tenista profesional alemán.

## Trayectoria
Squire jugó dos temporadas de tenis universitario para Wake Forest y se convirtió en el estudiante de primer año del año de la ACC de 2021.Hizo su debut en el cuadro principal del ATP Tour en el Torneo de Halle 2022 donde recibió una Wild Card, aunque perdió por retiro ante Laslo Djere en la primera ronda.

## Títulos ATP Challenger (2; 1+1)

### Individuales (1)
| N.° | Fecha               | Torneo                 | Superficie | Oponente en la final | Resultado |
| --- | ------------------- | ---------------------- | ---------- | -------------------- | --------- |
| 1.  | 17 de marzo de 2024 | Challenger de Hamburgo | Dura (i)   | Clément Chidekh      | 6-4, 6-2  |

### Dobles (1)
| Nr. | Fecha                  | Torneo                | Superficie | Pareja             | Finalistas                        | Resultado Final     |
| --- | ---------------------- | --------------------- | ---------- | ------------------ | --------------------------------- | ------------------- |
| 1.  | 6 de noviembre de 2022 | Challenger de Bérgamo | Dura (i)   | Jan-Lennard Struff | Jonathan Eysseric Albano Olivetti | 6-4, 6-7(5), [10-7] |